# 小野伸二
小野 伸二（おの しんじ、1979年9月27日 - ）は、静岡県沼津市出身の元プロサッカー選手。現役時代のポジションはミッドフィールダー（MF）。元日本代表。
FIFAワールドユース準優勝、FIFAコンフェデレーションズカップ2001準優勝、日韓ワールドカップGL1位通過、UEFAカップ優勝、アジア年間最優秀選手賞を受賞。FIFA世界大会、UEFAクラブ国際大会のすべてに出場した唯一の日本人選手。

## 経歴

### プロ入り前
小学生時代から「天才」と呼ばれ地元の沼津では名前を知られていた。10人兄弟の内で6番目の子で、貧しい母子家庭で育ち、小学生時代はサッカー少年団にも入っていなかったが、小野が一人でサッカーをしているのを見た少年団の監督から「お金（月会費等）はいらないからぜひ入ってくれ」と勧誘された。その後、12歳でナショナルトレーニングセンター（ナショナルトレセン）に参加。既にこの頃、同世代で突出したサッカーセンスを持ち、同トレセンに参加していた稲本潤一は「ごっつい（すごい）奴が居る」と小野のプレーセンスに舌を巻いていた。1992年1月（1991年度）に開催された「バーモントカップ第1回全日本少年フットサル大会」（現在のJFAバーモントカップ 全日本U-12フットサル選手権大会）では沼津FCの一員として参加、決勝で木暮賢一郎のいる読売サッカークラブジュニアユースに敗れたものの、準優勝、かつ本人も優秀選手に選ばれた。これが小野にとって初めての全国大会出場で、サッカー関係者の間では彼の才能が広く知られるようになった。
地元の公立中学校に進学した後、1993年に13歳でU-16日本代表に初選出され、以降も各年代の代表チームの中心選手として活躍した。1994年には第6回U-16アジアユース選手権で優勝し、1995年にはFIFA U-17世界選手権大会に出場している。
高校では沼津と同じ静岡県内の清水商業高校に入学し、同級生には平川忠亮、池端陽介などがいた。1年後輩には池田学がいる。チームの中心としてプレーしていたが全国高等学校サッカー選手権大会には静岡県予選で敗退し本大会出場を一度も果たせなかった。高校3年時1997年の全日本ユース選手権では準優勝、インターハイベスト16、他校の選手と合同チームを組んだ国民体育大会では静岡県選抜・少年男子の部で2年連続となる優勝をはたした。卒業に際してはJリーグの13クラブからオファーを受け、浦和レッズに加入し、背番号は28を与えられた。

### 浦和レッズ
1998年にはアジアユース選手権で準優勝し、自身もMVPを獲得した。韓国とのワールドカップ共催記念試合で岡田武史監督に抜擢され、18歳でフル代表初出場を果たした。その後フランスW杯の日本代表に選出され、第3戦のジャマイカ戦で途中交代から15分間出場した。この試合ではファーストタッチで相手選手を股抜きでかわすなど好プレーを連発した。18歳と272日でのワールドカップ出場は日本代表史上最年少 であり、今日まで破られていない。
浦和ではデビュー2戦目の横浜フリューゲルス戦でプロ初得点を挙げた。このシーズンは合計9得点を挙げ新人王とJリーグベストイレブンを受賞した。
1999年は浦和での背番号を8に変更した。ナイジェリアで開催されたFIFAワールドユースでは、決勝のスペイン戦は累積警告で出場停止となったものの、キャプテンとして準優勝に貢献し、ベストイレブンにも選出された。7月5日に行われたシドニーオリンピックのアジア地区一次予選、対フィリピン戦において、相手ディフェンスに後方からのタックルを受け、左膝靭帯断裂の重傷を負った。この怪我により長期離脱を余儀なくされ、リーグ戦の半分以上を欠場した。リハビリを経て復帰したが、この怪我に由来する慢性的な痛みや故障の頻発を抱えるようになり、日本代表に定着できない時期が続いた。浦和も成績が低迷し、J2に降格した。
2000年はコンディション不良が続きシドニーオリンピックの本大会メンバーには選出されなかったが、アジアカップレバノン大会の日本代表に選出された。クラブのJ2降格に伴い清水エスパルスを始め他チームから獲得オファーがあったが、チームへの残留を決断しクラブ史上最年少のキャプテンとしてチームを牽引し最終節でJ1昇格を果たした。
2001年には日本で開催されたFIFAコンフェデレーションズカップ2001において日本代表のレギュラーとして準優勝に貢献した。J1の1stステージ終了後にオランダリーグの強豪クラブであるフェイエノールトへの移籍が決定した。

### フェイエノールト

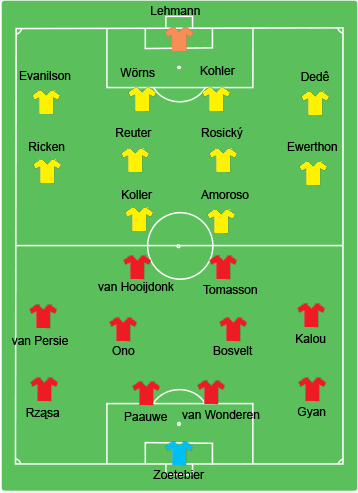
UEFAカップ2001-02決勝、ボルシア・ドルトムント戦のスターティングメンバー

フェイエノールトでは背番号14を与えられた(小野が以前日本ユース代表で14番を付けていたことがあるのがこの番号を選んだ理由)。2001-02シーズンに加入するとすぐにスターティングメンバーに定着し、5月にはUEFAカップ準決勝でインテル相手にアウェイで1‐0と先勝、ホームでも2‐2と勝ち上がり、決勝ではACミランを大差で破り勝ち上がってきたボルシア・ドルトムントを破り優勝、プロ入り後初となる所属クラブでのビッグタイトル獲得となった。6月には日韓ワールドカップでの日本代表に選出された。直前に虫垂炎を発症したが、手術までは行かずに復帰。全4試合に出場し、ベルギー戦では鈴木隆行にロングパスでアシストを決めた。
フェイエノールト移籍後はベルト・ファン・マルワイク監督により中盤でゲームを組み立てる役割を与えられ、主に守備的MFでプレーした。
2002-03シーズンの8月に行われた2002-03UEFAチャンピオンズリーグ予備予選で、トルコのフェネルバフチェと対戦し、ホームとアウェイそれぞれで決勝ゴールを奪い、チームを本選へ導いた。新たに日本代表監督に就任したジーコにも招集され初戦でもゴールを決めた。これらの活躍が評価され、2003年にはアジアサッカー連盟（AFC）から2002年度の年間最優秀選手賞を贈られている。
2003-04シーズンは左足首骨挫傷など負傷欠場が多く、クラブもタイトルを獲得できなかった。日本代表でもコンフェデレーションズカップや親善試合を怪我で辞退している。2003年11月のアヤックス戦では、味方であるロビン・ファン・ペルシーのシュートが腹に当たり、その場でうずくまって失神し、救急搬送される珍事の被害者となった（病院での検査結果に異常はなかった）。
2004年も前年からの怪我の影響もあったが復帰後すぐに日本代表に招集されW杯3次予選突破に貢献した。欧州遠征にも参加し、イングランド戦ではボランチとして出場し、アウェイにおけるベストメンバーのイングランドを相手にゴールを決めるなど活躍した。アテネオリンピックにはオーバーエイジとして出場し、1次リーグ3試合でPKによる2得点をあげたが、決勝トーナメント進出はならなかった。
2004-05シーズンはルート・フリットの下でフェイエノールト在籍4年目を迎えた。日本代表やアテネでの過密日程の影響もあり、負傷が多いシーズンになった。このシーズンはフェイエノールト在籍期間中で最も多い7ゴールを挙げた。
2005-06シーズンは2005年W杯最終予選バーレーン戦前の練習中に疲労骨折し、更に以前の怪我の再手術もありシーズンを棒に振った。コンフェデレーションズカップも欠場した。
フェイエノールト在籍5年で欧州サッカー連盟主催の国際大会に7回出場。これは2017年に香川真司に更新されるまで日本人最多であった。

### 浦和レッズ復帰
2006年1月13日に浦和への復帰が決定し、1月26日に正式契約を結んだ。背番号は18を与えられた。6月に3大会連続となるドイツW杯日本代表メンバーに選出され、初戦のオーストラリア戦で交代出場を果たしたが、交代直後に3失点し逆転負けを喫した。この大会での出場はこの試合のみに終わった。12月に天皇杯準々決勝のジュビロ磐田戦で途中出場し、一時は逆転となる2得点を決め、続く準決勝の鹿島アントラーズ戦では先発出場し先制得点を挙げ、ロブソン・ポンテとのワンツーから決勝点もアシストする活躍で天皇杯優勝に貢献した。リーグ戦では怪我の影響、守備を重視するギド・ブッフバルト監督の戦術により、レギュラーとして出場できない試合もあった。
2007年は三都主アレサンドロがオーストリアのレッドブル・ザルツブルクに移籍したため背番号を8に変更した。6月30日の磐田戦における直接フリーキックとループシュートによる2得点など天才的なプレーを見せることも多かったが、ブッフバルトに引き続き守備的戦術を採用したホルガー・オジェック監督の方針のため途中出場することもあった。

### ボーフム
2008年1月に浦和からドイツブンデスリーガのVfLボーフムに移籍した。2007-08シーズンのデビュー戦となったヴェルダー・ブレーメン戦では途中出場ながら2アシストを決め勝利に貢献した。怪我の影響もあり先発機会は少なく、途中出場が多くなった。
2008-09シーズンはキリンチャレンジカップのウルグアイ戦に2年2ヶ月ぶりとなる代表復帰を果たした。ペナルティーエリア内に走り込む中村憲剛に、得意のダイレクトスルーパスを通し先制点の起点になるが試合は敗戦した。この試合後監督の岡田は一部の選手に見切りが付いたという趣旨の発言を残し、これ以降小野は代表に招集されなかった。ボーフムでは、9月に監督が交代後からスタメンでの出場が増え、ボランチやトップ下でプレーし、ハンブルガーSVに勝利するなど低迷するチームの浮上に貢献した。好調を維持していたが、シーズン中に移籍することになる。なお、その後ボーフムは2部に降格している。

### 清水エスパルス
高校時代から獲得の意思が強かった清水エスパルスからのオファーを受けて2010年1月に移籍を決めた。背番号は当時自身の年齢であった30番を選択した。ベテランとしてチームをまとめ、インサイドハーフのポジションを確保したが、W杯のメンバーには選ばれず、連続出場記録は3で止まった。優勝は逃したが、リーグを首位で折り返し、天皇杯も決勝に勝ち進む活躍を見せた。
2010年J1第30節の湘南戦の得点は、ゴール破損による中断のため、前半のアディショナルタイムが10分以上あり、ゴール時間が45+13分という珍記録となる。
2011年から主将に就任。

### ウェスタン・シドニー・ワンダラーズFC
2012年9月28日、オーストラリア・Aリーグのウェスタン・シドニー・ワンダラーズFCに移籍。アレッサンドロ・デル・ピエロ、エミール・ヘスキーらと共にAリーグにおいて高い注目を集められた。1年目は26試合で8ゴールを挙げ、チームリーグ参入初年度でのレギュラーシーズン優勝に貢献した。また、ファイナルシリーズ準決勝のブリスベン・ロアー戦で決めたループシュートは相手チームの監督やフェイエノールトで共にプレーしたピエール・ファン・ホーイドンクがツイッターで小野のゴールを絶賛している。また、シドニーFCとのシドニーダービーで合計2得点を挙げている。
ユニフォームの選手ロゴは「SHINJI」。
1年目の活躍で、Aリーグベストイレブンと日本総領事館の在外公館長表彰を受彰。2年目はJリーグ王者のサンフレッチェ広島を破り、ACLベスト8進出に貢献。チームからシーズンMVP、パラマタ市から名誉市民賞を受賞した。

### 北海道コンサドーレ札幌
2014年1月16日、J2のコンサドーレ札幌と仮契約、6月から加入予定であることが発表された。同年6月8日に北海道入りした際には、新千歳空港で200人のファンと40人の報道陣に迎えられ、翌9日にさっぽろテレビ塔下で加入会見を行った。2014年シーズンは、怪我の影響もあり7試合のみの出場でとどまった。2015年シーズンも怪我で出遅れたが、10月5日に行われた東京ヴェルディ戦で札幌移籍後初ゴールを挙げた。
2017年4月2日、第5節のヴァンフォーレ甲府戦では途中出場からJ1に1709日ぶりに出場した。

### FC琉球OKINAWA
2019年8月5日、J2のFC琉球に完全移籍することが発表された。8月10日の対浦和戦まで札幌の選手として在籍し、翌11日に琉球への入団会見を行った。背番号は「7」。
2020年シーズンは足の怪我で、先発出場は1試合に留まり、12月25日に退団が発表された。

### 北海道コンサドーレ札幌復帰
2021年1月1日、古巣である北海道コンサドーレ札幌へ完全移籍で復帰することが発表された。背番号は、前回札幌に所属していた時と同じ「44」。
同年6月9日の天皇杯2回戦のソニー仙台で自身公式戦4年ぶりとなるゴールを直接フリーキックで決めた。この得点は天皇杯での最年長ゴール記録（41歳255日）となった。
2022年1月28日、北海道コンサドーレ札幌と生涯契約を結んだ事が発表。小野は「北海道は第2の故郷と思っている。この先、どういう形で現役を辞めるか分からないが、その後も僕の経験を伝えながらクラブにいい還元ができたらと思った」とコメントしている。また、北海道コンサドーレ札幌代表取締役GMの三上大勝は「指導者なのかフロントに入るのかは、本人に決めてもらう」と、小野の希望を優先させる意向を示した。
2023年9月27日、背番号と同じ44歳の誕生日を迎えた日に、自身のインスタグラムにて、北海道コンサドーレ札幌公式サイトより先に「皆さまに、ご報告があります。サッカーと出会い39年間もの間、僕の相棒として戦ってくれた“足”がそろそろ休ませてくれと言うので、今シーズンを最後に、プロサッカー選手としての歩みを止めることを決めました。まだシーズン残り数試合ありますが、僕も試合に少しでも関われるように変わらず良い準備をしていきます。最後まで応援よろしくお願いします。小野伸二」と述べ、2023シーズンをもって現役引退することを発表した。12月3日、第34節浦和レッズ戦に先発出場した。前半22分にスパチョークと交代。交代時には、両チームの選手が歩み寄り、場内からスタンディングオベーションが送られた。試合後のセレモニーでは「毎日楽しくサッカーをさせてもらったことは宝物。これからも日本サッカーに携わりたい」とあいさつ。場内を一周し、札幌・浦和の双方のサポーターから大きな歓声を浴びた。

## 引退後
2024年1月14日、北海道コンサドーレ札幌のアンバサダー、役職名「O.N.O（One Hokkaido Nexus Organizer）」に就任したことが発表された。

## プレースタイル
中盤の攻撃的な位置から攻撃を組み立てるゲームメーカー・チャンスメーカー。また、ボールコントロールの正確さから、「ボールと会話できる選手」と呼ばれる。両足ともに精度が高く繊細なボールタッチを持ち、主にダイレクトプレーでテンポよくゲームをコントロールする。受け手に優しく柔らかいパスは、海外移籍前の日本では「エンジェルパス」、移籍後のオランダでは「ベルベット・パス」と称され、多くのアシストを記録している。また、FWではないもののシュート技術にも秀でており、小学校時代以来GKとの一対一の場面やPKでシュートを外したことがないと言われている。
かつては中盤の激しいプレスを求められる現代サッカーにおいて、目立った運動量や献身的な動きが少ないことが最大のネックとされていた。そのため持久力が無いと思われがちだが、2010年から所属する清水エスパルスや過去の代表合宿でのインターバル走では常にトップ3以内にいる。実際にはオランダでのディフェンシブハーフ起用、代表でのサイド起用など、運動量や守備の負担が大きい位置での方が好成績を残している。清水エスパルス移籍後は運動量や守備にも磨きがかかり、更に攻守で貢献するようになった。
走るスピードもファン感謝デーで見せているように俊足である。

## 評価
- サッカー雑誌のインタビューで、元オランダ代表のスナイデルが、今までで対戦した選手の中で最も上手いと思った選手に小野伸二の名前を挙げた[32]。最も衝撃を受けた対戦相手には「小野伸二だね」と即答している[33]。
- ラモス瑠偉はSports Graphic Numberのインタビューで「日本で天才がいるとしたら、僕は一人だけだと思う、小野伸二。もし怪我してなかったら、化け物みたいな選手になっていたよ」と語った[34]。イタリアのサッカージャーナリスト、ダニエレ・Ｖ・モッローネは小野の引退発表に触れ「日本サッカー界のスター選手のなかでも、崇高なテクニックと無限の創造性を持っていた」と述べ、また「純粋な才能という点で、シンジ・オノは日本サッカーが生んだ最高の選手と言えるだろう」と評した[35]。
- サッカーダイジェスト本誌で、『Jリーグ歴代ベストイレブン』と題し、現役選手や元日本代表など総勢50名が“マイベストイレブン”を選ぶ企画で、選者のひとり、セルジオ越後は 11人の中のMY BEST PLAYERにも選定した小野について、「彼を超える人はいない。プロ選手として“魅せる”ことが一番の特長で、誰も小野の真似はできない。日本の宝だ。彼のプレーは、味方も敵も見惚れてしまうよね」と絶賛した。
- 中村俊輔がツイッターで質問に答えるサポーター交流企画でサポーターからの質問で「中村俊輔よりサッカーがうまい人はいますか？」という問いに「僕がヨーロッパに出たら中の下くらいだと思ってます。Jリーグの中では、こいつはセンスがずばぬけていると思ったのは小野伸二だけです」と答えた。
- フェイエノールト時代のチームメイトである、元オランダ代表のロビン・ファン・ペルシは｢小野は天才。オランダ代表の練習で小野より上手い選手は いなかった」と語った。元デンマーク代表のトマソンは、「彼のお陰で、サッカーばかりでなく、人生に対する考え方が変わった」と語った。元オランダ代表のディルク・カイトは、「セードルフを見た時より、小野に会った時の方が衝撃を受けた」と語った。
- フェイエノールト時代の恩師であるオランダ代表元監督のベルト・ファン・マルワイクは、「今の日本代表に第2の小野伸二はいない」、「シンジは今まで一緒に働いた中で、一番良いプレーヤーだった。日本に戻って、また活躍してくれていると聞いてうれしいよ」[36] と語った。
- 日本代表DF吉田麻也は、サッカースクールでの小学生からの質問で「1番技術がある日本人選手は？」という問いに「小野伸二選手かな。全然ボールを取れなかったもんな」と答えた。
- 2020年に掲載された「J歴代ベスト11」という記事の中で永島昭浩は小野伸二を日本人選手として歴代最高傑作かもしれないと評価している[37]

## 人物・エピソード
- 10人兄弟の6番目（男では5番目）だが、漢字の「二」が入る「伸二」という名前が付けられた。その理由として、本人が「母が牧伸二の大ファンだった」と述べている[38]。母は2023年10月に逝去した[39]。
- 自伝で述べているように、彼の最大の特徴である総合的なテクニックの高さは少年期からボールの1人壁打ちや、ボールリフティングにより磨かれた努力の賜物である。
- 同学年の高原直泰、稲本潤一らと仲がよい。この3人を追ったフジテレビ系の正月恒例の特別番組「ワールドカップをめぐる冒険」が2002年から2007年まで放送された。また、高原とは清水、稲本とは札幌でチームメイトになっている。
- 浦和で仲が良かったのは1年先輩の田畑昭宏で、2人でファン感謝デーのトークショーなどに登場した。2001年には田畑がジェフ市原に移籍して対戦したが、小野のフリーキックが田畑の頭に入ってゴールになった。これがフェイエノールト移籍前のラストゴールで、試合後のセレモニーでは田畑からも花束を受け取った。その後、札幌に移籍した田畑の応援に行くなど、交流が続いていた。田畑は2005年に札幌を退団して現役を引退したが、その9年後の2014年に小野が札幌へ入団した。
- 2001年7月19日、元読者モデルの一般女性と入籍。2004年12月19日に長女・夏蓮（かれん）、2007年3月には次女・里桜（りお）が誕生している。
- 麻雀好きである事をサッカー誌で語っている。引退後はプロ雀士や麻雀好き芸能人と絡む機会が増えており、自宅にプロ雀士の村上淳と浅井堂岐、声優、俳優の小山剛志を招いて「第一回小野伸二杯」を開催した。浅井のSNSによると、主催者の小野が優勝したとの事である。
- 子供の頃の憧れの選手はマラドーナである事をサッカー誌で語っている。
- 大島司の漫画作品『シュート!』の物語終盤で、高原直泰とともに実名で登場している。
- かつてFC琉球に所属した小野正朋は実弟。
- 2009年に元日本代表の三浦泰年と対談した際に、「今は海外でやっているけど、最終的には清水エスパルスでプレイしたい」と発言し、その清水に2010年に加入した。
- 出身地の沼津市が依嘱している「燦々ぬまづ大使」に2度（4年間）就任した経験がある[40]。最初は清水所属時の2010年度から2年間、2度目はシドニーから札幌へ移籍した時期の2013年度から2014年度。2023年7月1日に沼津市が市制100年を迎えた際には、5月19日に祝賀メッセージの動画がYouTubeの沼津市公式チャンネルに掲載された[41][42]。
- ナイキと契約していたが、後にアシックスと契約している。
- オランダ・テレグラフ紙の企画において、オランダ王室に嫁いだマクシマ・ソレギエタと共に『2001年、最もオランダ語の上達した外国人』に選ばれた[43]。ちなみに、同じくオランダ・テレグラフ紙の企画における『オランダ国内で一番知られている新外国人』としても、マクシマ・ソレギエタに次ぐ第2位に選ばれている[44]。
- 2006年のW杯が開催されている間のボン合宿においては、中田英寿と準備運動や2人組のパス練習でペアを組み、「2人でやった方がおもしろいので」と言って居残りのシュート練習にも付き合っていた[45]。
- 2017年1月にオランダのFOX Sportによって制作されたドキュメンタリー番組 ‘Shinji – Japanse voetbalkunst in De Kuip’が放送され、サッカーの実力だけでなく、ピッチ外のストーリー、特に母国からの大きな注目や、代表戦のための頻繁な移動の苦労、度重なる怪我に苦しんだ点に焦点が当てられた[46]。
- サッカー選手としても特に足を大事にしており、引退の理由の際にも「足は相棒」というほど大切に語っていた[47]。
- 上田綺世がフェイエノールトに移籍する時、小野伸二が歓迎のビデオに出演した[48]。
- 本山雅志の引退試合に参加した。抜群なテクニックを魅せ、小野伸二コールが起こった[49]。
- 2024年12月17日放送の「みんJ」でJリーグアウォーズの取材で宇佐美貴史(最優秀ゴール賞)にインタビュー中に小野のトラップの話になり、宇佐美の質問に対して「あれはね、ボールが勝手に吸い付いてくるから」と発言してしまい、インタビュアーであるのに逆に周囲を驚かせた。

## 所属クラブ
- 1986年 - 1991年 今沢サッカースポーツ少年団[50]（沼津市立今沢小学校）
- 1992年 - 1994年 沼津市立今沢中学校
- 1995年 - 1997年 静岡市立清水商業高等学校
- 1998年 - 2001年  浦和レッズ
- 2001年 - 2005年  フェイエノールト
- 2006年 - 2007年  浦和レッズ
- 2008年 - 2009年  VfLボーフム
- 2010年 - 2012年9月  清水エスパルス
- 2012年9月 - 2014年5月  ウェスタン・シドニー・ワンダラーズFC
- 2014年6月 - 2019年8月  コンサドーレ札幌 / 北海道コンサドーレ札幌
- 2019年8月 - 2020年  FC琉球
- 2021年 - 2023年  北海道コンサドーレ札幌

## 個人成績
| 国内大会個人成績 | 国内大会個人成績 | 国内大会個人成績 | 国内大会個人成績 | 国内大会個人成績 | 国内大会個人成績 | 国内大会個人成績 | 国内大会個人成績 | 国内大会個人成績 | 国内大会個人成績 | 国内大会個人成績 | 国内大会個人成績 |
| 年度             | クラブ           | 背番号           | リーグ           | リーグ戦         | リーグ戦         | リーグ杯         | リーグ杯         | オープン杯       | オープン杯       | 期間通算         | 期間通算         |
| 年度             | クラブ           | 背番号           | リーグ           | 出場             | 得点             | 出場             | 得点             | 出場             | 得点             | 出場             | 得点             |
| 日本             | 日本             | 日本             | 日本             | リーグ戦         | リーグ戦         | リーグ杯         | リーグ杯         | 天皇杯           | 天皇杯           | 期間通算         | 期間通算         |
| ---------------- | ---------------- | ---------------- | ---------------- | ---------------- | ---------------- | ---------------- | ---------------- | ---------------- | ---------------- | ---------------- | ---------------- |
| 1998             | 浦和             | 28               | J                | 27               | 9                | 0                | 0                | 2                | 0                | 29               | 9                |
| 1999             | 浦和             | 8                | J1               | 14               | 2                | 0                | 0                | 2                | 0                | 16               | 2                |
| 2000             | 浦和             | 8                | J2               | 24               | 7                | 0                | 0                | 2                | 1                | 26               | 8                |
| 2001             | 浦和             | 8                | J1               | 14               | 2                | 4                | 3                | -                | -                | 18               | 5                |
| オランダ         | オランダ         | オランダ         | オランダ         | リーグ戦         | リーグ戦         | リーグ杯         | リーグ杯         | KNVBカップ       | KNVBカップ       | 期間通算         | 期間通算         |
| 2001-02          | フェイエノールト | 14               | エールディヴィジ | 30               | 3                | -                | -                | 2                | 1                | 32               | 4                |
| 2002-03          | フェイエノールト | 14               | エールディヴィジ | 29               | 7                | -                | -                | 2                | 0                | 31               | 7                |
| 2003-04          | フェイエノールト | 14               | エールディヴィジ | 24               | 2                | -                | -                | 1                | 0                | 25               | 2                |
| 2004-05          | フェイエノールト | 8                | エールディヴィジ | 25               | 7                | -                | -                | 2                | 0                | 27               | 7                |
| 2005-06          | フェイエノールト | 8                | エールディヴィジ | 4                | 0                | -                | -                | 0                | 0                | 4                | 0                |
| 日本             | 日本             | 日本             | 日本             | リーグ戦         | リーグ戦         | リーグ杯         | リーグ杯         | 天皇杯           | 天皇杯           | 期間通算         | 期間通算         |
| 2006             | 浦和             | 18               | J1               | 28               | 5                | 1                | 1                | 4                | 3                | 33               | 9                |
| 2007             | 浦和             | 8                | J1               | 25               | 3                | 2                | 1                | 0                | 0                | 27               | 4                |
| ドイツ           | ドイツ           | ドイツ           | ドイツ           | リーグ戦         | リーグ戦         | リーグ杯         | リーグ杯         | DFBポカール      | DFBポカール      | 期間通算         | 期間通算         |
| 2007-08          | ボーフム         | 23               | ブンデス1部      | 12               | 0                | -                | -                | -                | -                | 12               | 0                |
| 2008-09          | ボーフム         | 23               | ブンデス1部      | 8                | 0                | -                | -                | 2                | 0                | 10               | 0                |
| 2009-10          | ボーフム         | 23               | ブンデス1部      | 9                | 0                | -                | -                | 1                | 0                | 10               | 0                |
| 日本             | 日本             | 日本             | 日本             | リーグ戦         | リーグ戦         | リーグ杯         | リーグ杯         | 天皇杯           | 天皇杯           | 期間通算         | 期間通算         |
| 2010             | 清水             | 30               | J1               | 30               | 2                | 6                | 1                | 5                | 1                | 41               | 4                |
| 2011             | 清水             | 18               | J1               | 26               | 6                | 2                | 1                | 2                | 1                | 30               | 8                |
| 2012             | 清水             | 18               | J1               | 14               | 0                | 0                | 0                | 0                | 0                | 14               | 0                |
| オーストラリア   | オーストラリア   | オーストラリア   | オーストラリア   | リーグ戦         | リーグ戦         | リーグ杯         | リーグ杯         | FFA杯            | FFA杯            | 期間通算         | 期間通算         |
| 2012-13          | WSW              | 21               | Aリーグ          | 24               | 7                | -                | -                | -                | -                | 24               | 7                |
| 2013-14          | WSW              | 21               | Aリーグ          | 23               | 2                | -                | -                | -                | -                | 23               | 2                |
| 日本             | 日本             | 日本             | 日本             | リーグ戦         | リーグ戦         | リーグ杯         | リーグ杯         | 天皇杯           | 天皇杯           | 期間通算         | 期間通算         |
| 2014             | 札幌             | 44               | J2               | 7                | 0                | -                | -                | 0                | 0                | 7                | 0                |
| 2015             | 札幌             | 44               | J2               | 17               | 2                | -                | -                | 2                | 0                | 19               | 2                |
| 2016             | 札幌             | 44               | J2               | 15               | 0                | -                | -                | 2                | 0                | 17               | 0                |
| 2017             | 札幌             | 44               | J1               | 16               | 0                | 7                | 1                | 1                | 0                | 24               | 1                |
| 2018             | 札幌             | 44               | J1               | 7                | 0                | 3                | 0                | 2                | 0                | 12               | 0                |
| 2019             | 札幌             | 44               | J1               | 0                | 0                | 2                | 0                | 0                | 0                | 2                | 0                |
| 2019             | 琉球             | 7                | J2               | 9                | 0                | -                | -                | -                | -                | 9                | 0                |
| 2020             | 琉球             | 7                | J2               | 14               | 0                | -                | -                | -                | -                | 14               | 0                |
| 2021             | 札幌             | 44               | J1               | 4                | 0                | 5                | 0                | 2                | 1                | 11               | 1                |
| 2022             | 札幌             | 44               | J1               | 1                | 0                | 0                | 0                | 1                | 0                | 2                | 0                |
| 2023             | 札幌             | 44               | J1               | 1                | 0                | 0                | 0                | 2                | 0                | 3                | 0                |
| 通算             | 日本             | 日本             | J1               | 207              | 29               | 32               | 8                | 23               | 6                | 262              | 43               |
| 通算             | 日本             | 日本             | J2               | 86               | 9                | 0                | 0                | 6                | 1                | 92               | 10               |
| 通算             | オランダ         | オランダ         | エールディヴィジ | 112              | 19               | -                | -                | 7                | 1                | 119              | 20               |
| 通算             | ドイツ           | ドイツ           | ブンデス1部      | 29               | 0                | -                | -                | 3                | 0                | 32               | 0                |
| 通算             | オーストラリア   | オーストラリア   | Aリーグ          | 47               | 9                | -                | -                | -                | -                | 47               | 9                |
| 総通算           | 総通算           | 総通算           | 総通算           | 481              | 66               | 32               | 8                | 39               | 8                | 552              | 82               |

その他の公式戦
- 2006年
  - スーパーカップ 1試合0得点
- 2007年
  - スーパーカップ 1試合0得点
- 2013年
  - Aリーグ ファイナルシリーズ 2試合1得点
- 2014年
  - Aリーグ ファイナルシリーズ 2試合0得点

| 国際大会個人成績 | 国際大会個人成績 | 国際大会個人成績 | 国際大会個人成績 | 国際大会個人成績 | 国際大会個人成績 | 国際大会個人成績 | FIFA      | FIFA      |
| 年度             | クラブ           | 背番号           | 出場             | 得点             | 出場             | 得点             | 出場      | 得点      |
| UEFA             | UEFA             | UEFA             | UEFA EL          | UEFA EL          | UEFA CL          | UEFA CL          | -         | -         |
| ---------------- | ---------------- | ---------------- | ---------------- | ---------------- | ---------------- | ---------------- | --------- | --------- |
| 2001-02          | フェイエノールト | 14               | 8                | 2                | 4                | 0                | -         | -         |
| 2002-03          | フェイエノールト | 14               | -                | -                | 5                | 0                | -         | -         |
| 2003-04          | フェイエノールト | 14               | 4                | 0                | -                | -                | -         | -         |
| 2004-05          | フェイエノールト | 8                | 7                | 1                | -                | -                | -         | -         |
| 2005-06          | フェイエノールト | 8                | 1                | 0                | -                | -                | -         | -         |
| AFC              | AFC              | AFC              | ACL              | ACL              | -                | -                | クラブW杯 | クラブW杯 |
| 2007             | 浦和             | 8                | 8                | 2                | -                | -                | 1         | 0         |
| 2014             | WSW              | 21               | 6                | 1                | -                | -                | -         | -         |
| 通算             | UEFA             | UEFA             | 20               | 3                | 9                | 0                | -         | -         |
| 通算             | AFC              | AFC              | 14               | 3                | -                | -                | 1         | 0         |

その他の国際公式戦
- 2002年
  - UEFAスーパーカップ 1試合0得点
  - UEFAチャンピオンズリーグ予備予選3回戦 2試合2得点

## タイトル

### チーム
- 1994年 - U-16アジアユース選手権優勝
- 1995年 - 全日本ユース選手権優勝
- 1996年 - 国民体育大会優勝
- 1996年 - 全国高等学校総合体育大会優勝
- 1997年 - 国民体育大会優勝
- 2000年 - アジアカップ優勝
- 2002年 - UEFAカップ優勝
- 2006年 - Jリーグスーパーカップ優勝
- 2006年 - J1リーグ優勝
- 2006年 - 天皇杯優勝
- 2007年 - AFCチャンピオンズリーグ優勝
- 2013年 - Aリーグ レギュラーシーズン優勝
- 2016年 - J2リーグ優勝

### 個人
- 1998年 - Jリーグ新人王
- 1998年 - Jリーグベストイレブン
- 1998年 - Jリーグオールスターサッカー 敢闘賞
- 1998年 - アジアユース選手権最優秀選手
- 1998年 - アジア年間最優秀ユース選手賞
- 1999年 - FIFAワールドユース選手権ベストイレブン
- 2002年 - UEFAチーム・オブ・ザ・イヤー ノミネート
- 2002年 - アジア年間最優秀選手賞
- 2007年 - Jリーグオールスターサッカー 敢闘賞
- 2013年 - Aリーグベストイレブン
- 2013年 - 在シドニー日本総領事館 在外公館長表彰
- 2014年 - パラマタ市 名誉市民賞
- 2020年 - JFA創立100周年 歴代日本代表ベストイレブン
- 2023年 - J30ベストアウォーズ ベストイレブン
- 2024年 - 在オランダ日本国大使館 在外公館長表彰

## 代表歴

### 出場大会など
- 1994年 U-16アジアユース選手権 (優勝)
- 1995年 U-17世界選手権 (グループリーグ敗退)
- 1998年 ワールドカップ (グループリーグ敗退)
- 1998年 アジアユース選手権 (準優勝)
- 1999年 ワールドユース選手権 (準優勝)
- 2000年 シドニーオリンピック予選
- 2000年 アジアカップ (優勝)
- 2001年 コンフェデレーションズカップ (準優勝)
- 2002年 ワールドカップ (ベスト16)
- 2004年 アテネオリンピック (オーバーエイジ枠) (グループリーグ敗退)
- 2006年 ワールドカップ (グループリーグ敗退)

### 試合数
- 国際Aマッチ 56試合 6得点 (1998年 - 2008年)[3]

| 日本代表 | 国際Aマッチ | 国際Aマッチ |
| 年       | 出場        | 得点        |
| -------- | ----------- | ----------- |
| 1998     | 3           | 0           |
| 1999     | 0           | 0           |
| 2000     | 12          | 1           |
| 2001     | 9           | 1           |
| 2002     | 8           | 1           |
| 2003     | 5           | 0           |
| 2004     | 7           | 2           |
| 2005     | 2           | 0           |
| 2006     | 9           | 1           |
| 2007     | 0           | 0           |
| 2008     | 1           | 0           |
| 通算     | 56          | 6           |

### 出場
| #   | 開催日         | 開催地               | スタジアム                         | 対戦国                   | 勝敗 | 監督                 | 試合概要                   |
| --- | -------------- | -------------------- | ---------------------------------- | ------------------------ | ---- | -------------------- | -------------------------- |
| 1.  | 1998年04月01日 | ソウル               |                                    | 韓国                     | ●1-2 | 岡田武史             | ワールドカップ記念試合     |
| 2.  | 1998年05月24日 | 神奈川県             | 横浜国際総合競技場                 | チェコ                   | △0-0 | 岡田武史             | キリンカップ               |
| 3.  | 1998年06月26日 | リヨン               |                                    | ジャマイカ               | ●1-2 | 岡田武史             | ワールドカップ             |
| 4.  | 2000年02月05日 | 香港                 |                                    | メキシコ                 | ●0-1 | フィリップ・トルシエ | カールスバーグカップ       |
| 5.  | 2000年02月13日 | マカオ               |                                    | シンガポール             | ○3-0 | フィリップ・トルシエ | アジアカップ予選           |
| 6.  | 2000年02月16日 | マカオ               |                                    | ブルネイ                 | ○9-0 | フィリップ・トルシエ | アジアカップ予選           |
| 7.  | 2000年02月20日 | マカオ               |                                    | マカオ                   | ○3-0 | フィリップ・トルシエ | アジアカップ予選           |
| 8.  | 2000年03月15日 | 愛知県               | 神戸総合運動公園ユニバー記念競技場 | 中華人民共和国           | △0-0 | フィリップ・トルシエ | キリンビバレッジ           |
| 9.  | 2000年08月16日 | 広島県               | 広島広域公園陸上競技場             | アラブ首長国連邦         | ○3-1 | フィリップ・トルシエ | キリンチャレンジ           |
| 10. | 2000年10月14日 | サイダ               |                                    | サウジアラビア           | ○4-1 | フィリップ・トルシエ | アジアカップ               |
| 11. | 2000年10月17日 | サイダ               |                                    | ウズベキスタン           | ○8-1 | フィリップ・トルシエ | アジアカップ               |
| 12. | 2000年10月20日 | ベイルート           |                                    | カタール                 | △1-1 | フィリップ・トルシエ | アジアカップ               |
| 13. | 2000年10月24日 | ベイルート           |                                    | イラク                   | ○4-1 | フィリップ・トルシエ | アジアカップ               |
| 14. | 2000年10月29日 | ベイルート           |                                    | サウジアラビア           | ○1-0 | フィリップ・トルシエ | アジアカップ               |
| 15. | 2000年12月20日 | 東京都               | 国立霞ヶ丘競技場陸上競技場         | 韓国                     | △1-1 | フィリップ・トルシエ | キリンビバレッジ           |
| 16. | 2001年05月31日 | 新潟県               | 新潟スタジアム                     | カナダ                   | ○3-0 | フィリップ・トルシエ | コンフェデレーションカップ |
| 17. | 2001年06月02日 | 新潟県               | 新潟スタジアム                     | カメルーン               | ○2-0 | フィリップ・トルシエ | コンフェデレーションカップ |
| 18. | 2001年06月04日 | 茨城県               | 茨城県立カシマサッカースタジアム   | ブラジル                 | △0-0 | フィリップ・トルシエ | コンフェデレーションカップ |
| 19. | 2001年06月07日 | 神奈川県             | 横浜国際総合競技場                 | オーストラリア           | ○1-0 | フィリップ・トルシエ | コンフェデレーションカップ |
| 20. | 2001年06月10日 | 神奈川県             | 横浜国際総合競技場                 | フランス                 | ●0-1 | フィリップ・トルシエ | コンフェデレーションカップ |
| 21. | 2001年07月01日 | 北海道               | 札幌ドーム                         | パラグアイ               | ○2-0 | フィリップ・トルシエ | キリンカップ               |
| 22. | 2001年07月04日 | 大分県               | 大分スポーツ公園総合競技場         | ユーゴスラビア           | ○1-0 | フィリップ・トルシエ | キリンカップ               |
| 23. | 2001年10月07日 | サザンプトン         |                                    | ナイジェリア             | △2-2 | フィリップ・トルシエ | 国際親善試合               |
| 24. | 2001年11月07日 | 埼玉県               | 埼玉スタジアム2002                 | イタリア                 | △1-1 | フィリップ・トルシエ | キリンチャレンジカップ     |
| 25. | 2002年03月27日 | ウッジ               |                                    | ポーランド               | ○2-0 | フィリップ・トルシエ | 国際親善試合               |
| 26. | 2002年05月14日 | オスロ               |                                    | ノルウェー               | ●0-3 | フィリップ・トルシエ | 国際親善試合               |
| 27. | 2002年05月25日 | 東京都               | 国立霞ヶ丘競技場陸上競技場         | スウェーデン             | △1-1 | フィリップ・トルシエ | キリンチャレンジカップ     |
| 28. | 2002年06月04日 | 埼玉県               | 埼玉スタジアム2002                 | ベルギー                 | △2-2 | フィリップ・トルシエ | ワールドカップ             |
| 29. | 2002年06月09日 | 神奈川県             | 横浜国際総合競技場                 | ロシア                   | ○1-0 | フィリップ・トルシエ | ワールドカップ             |
| 30. | 2002年06月14日 | 大阪府               | 長居陸上競技場                     | チュニジア               | ○2-0 | フィリップ・トルシエ | ワールドカップ             |
| 31. | 2002年06月18日 | 宮城県               | 宮城スタジアム                     | トルコ                   | ●0-1 | フィリップ・トルシエ | ワールドカップ             |
| 32. | 2002年10月16日 | 東京都               | 国立霞ヶ丘競技場陸上競技場         | ジャマイカ               | △1-1 | ジーコ               | キリンチャレンジカップ     |
| 33. | 2003年03月28日 | 東京都               | 国立霞ヶ丘競技場陸上競技場         | ウルグアイ               | △2-2 | ジーコ               | 国際親善試合               |
| 34. | 2003年09月10日 | 新潟県               | 新潟スタジアム                     | セネガル                 | ●0-1 | ジーコ               | キリンチャレンジカップ     |
| 35. | 2003年10月08日 | チュニス             |                                    | チュニジア               | ○1-0 | ジーコ               | 国際親善試合               |
| 36. | 2003年10月11日 | ブカレスト           |                                    | ルーマニア               | △1-1 | ジーコ               | 国際親善試合               |
| 37. | 2003年11月19日 | 大分県               | 大分スポーツ公園総合競技場         | カメルーン               | △0-0 | ジーコ               | キリンチャレンジカップ     |
| 38. | 2004年03月31日 | シンガポール         |                                    | シンガポール             | ○2-1 | ジーコ               | ワールドカップ予選         |
| 39. | 2004年04月28日 | プラハ               |                                    | チェコ                   | ○1-0 | ジーコ               | 国際親善試合               |
| 40. | 2004年05月30日 | マンチェスター       |                                    | アイスランド             | ○3-2 | ジーコ               | 国際親善試合               |
| 41. | 2004年06月01日 | マンチェスター       |                                    | イングランド             | △1-1 | ジーコ               | 国際親善試合               |
| 42. | 2004年06月09日 | 埼玉県               | 埼玉スタジアム2002                 | インド                   | ○7-0 | ジーコ               | ワールドカップ予選         |
| 43. | 2004年09月08日 | コルカタ             |                                    | インド                   | ○4-0 | ジーコ               | ワールドカップ予選         |
| 44. | 2004年10月13日 | マスカット           |                                    | オマーン                 | ○1-0 | ジーコ               | ワールドカップ予選         |
| 45. | 2005年03月25日 | テヘラン             |                                    | イラン                   | ●1-2 | ジーコ               | ワールドカップ予選         |
| 46. | 2005年05月27日 | 東京都               | 国立霞ヶ丘競技場陸上競技場         | アラブ首長国連邦         | ●0-1 | ジーコ               | キリンカップ               |
| 47. | 2006年02月10日 | サンフランシスコ     |                                    | アメリカ合衆国           | ●2-3 | ジーコ               | 国際親善試合               |
| 48. | 2006年02月18日 | 静岡県               | 静岡県小笠山総合運動公園スタジアム | フィンランド             | ○2-0 | ジーコ               | キリンチャレンジカップ     |
| 49. | 2006年02月22日 | 神奈川県             | 横浜国際総合競技場                 | インド                   | ○6-0 | ジーコ               | アジアカップ予選           |
| 50. | 2006年02月28日 | ドルトムント         |                                    | ボスニア・ヘルツェゴビナ | △2-2 | ジーコ               | 国際親善試合               |
| 51. | 2006年03月30日 | 大分県               | 大分スポーツ公園総合競技場         | エクアドル               | ○1-0 | ジーコ               | キリンチャレンジカップ     |
| 52. | 2006年05月09日 | 大阪府               | 長居陸上競技場                     | ブルガリア               | ●1-2 | ジーコ               | キリンカップ               |
| 53. | 2006年05月13日 | 埼玉県               | 埼玉スタジアム2002                 | スコットランド           | △0-0 | ジーコ               | キリンカップ               |
| 54. | 2006年06月04日 | デュッセルドルフ     |                                    | マルタ                   | ○1-0 | ジーコ               | 国際親善試合               |
| 55. | 2006年06月12日 | カイザースラウテルン |                                    | オーストラリア           | ●1-3 | ジーコ               | ワールドカップ             |
| 56. | 2008年08月20日 | 北海道               | 札幌ドーム                         | ウルグアイ               | ●1-3 | 岡田武史             | キリンチャレンジカップ     |

### ゴール
| #  | 開催年月日     | 開催地                       | 対戦国         | 勝敗  | 試合概要                             |
| -- | -------------- | ---------------------------- | -------------- | ----- | ------------------------------------ |
| 1. | 2000年10月14日 | レバノン、サイダ             | サウジアラビア | ○ 4-1 | AFCアジアカップ2000                  |
| 2. | 2001年5月31日  | 日本、新潟                   | カナダ         | ○ 3-0 | FIFAコンフェデレーションズカップ2001 |
| 3. | 2002年10月16日 | 日本、東京                   | ジャマイカ     | △ 1-1 | キリンチャレンジカップ2002           |
| 4. | 2004年6月1日   | イングランド、マンチェスター | イングランド   | △ 1-1 | 国際親善試合                         |
| 5. | 2004年9月8日   | インド、コルカタ             | インド         | ○ 4-0 | 2006 FIFAワールドカップ・アジア予選  |
| 6. | 2006年2月22日  | 日本、横浜                   | インド         | ○ 6-0 | AFCアジアカップ2007予選              |

## テレビ番組出演
- AFCアジアカップ2024・カタール大会（DAZN　解説者）
- MONDAY FOOTBALL みんなのJ（フジテレビジョン　メインキャスター）
- すぽると!（フジテレビジョン　日曜日の「SUNDAY FOOTBALL」ナビゲーター）[51]

## CM出演
- ナイキ
  - 『今日も蹴ったか? 僕らの高校サッカー生活篇』 (2000年) - 南雄太、山口智、小島宏美との共演
  - 『今日も蹴ったか? 僕らの高校サッカー選手権篇』 (2000年) - 城彰二、伊東輝悦、宮原裕司、林丈統との共演
  - 『決闘』 (2002年) - ユングベリとの共演
  - 『All Ways Look Up Bright Side Of Life』 (2002年) - ファン・ニステルローイ、ロナウドらとの共演
- コカ・コーラ「アクエリアス」
  - 『ピットクルー・ウォーターロード篇』 (1999年)
  - 『小野伸二とサッカー少年篇』 (2001年)
  - 『一生、スポーツ篇』 (2001年)
- コカ・コーラ「GEORGIA ヨーロピアンブレンド」 『世界は甘くない篇』 (2002年)
- 日本赤十字社
  - 「平成11年献血キャンペーン」 『集まれいのちのサポーター篇』 (1999年)
  - 「平成12年献血キャンペーン」 『献血ははたちの誓い篇』 (2000年)
  - 「平成13年献血キャンペーン」 『献血にアクセスしよう篇』 (2001年)
- スカイパーフェクTV!「決めてくれー!スカパー!キャンペーン」 (2002年) - 中田英寿、稲本潤一との共演
- So-net (2002年)
- 文部科学省「薬物乱用防止キャンペーン」 (2002年)
- トヨタ自動車「カローラフィールダー」 (2002年-2004年)
  - 『買い物篇』
  - 『海篇』
  - 『明日へ篇』
  - 『草原の輝き篇』
  - 『応援篇』
- セガ「Jリーグ プロサッカークラブをつくろう!3」 (2003年)
  - 『スタジアム篇』
  - 『移籍〜言うね〜篇』
  - 『移籍〜生意気〜篇』
- 日立マクセル「DVDディスク」 (2004年)
  - 『ずっとずっと。マクセルDVD 小野伸二・原点篇』
  - 『ずっとずっと。マクセルDVD 小野伸二・未来篇』
- KDDI「光プラス」 （2004年）
- ハウス食品「バーモントカレー」
- Z会 （2006年）
- 星のドラゴンクエスト （2017年）
- 日本スポーツ振興センター「WINNER」（2024年） - 尾形貴弘と共演[52]

## 連載
- 今だから伝えたいこと（週刊SPA!2020年4月21日号 - ）